# Бартошувка (Лодзинське воєводство)
Бартошувка (пол. Bartoszówka) — село в Польщі, у гміні Жечиця Томашовського повіту Лодзинського воєводства.
Населення — 236 осіб (2011).
У 1975-1998 роках село належало до Пйотрковського воєводства.

## Демографія
Демографічна структура станом на 31 березня 2011 року:
|          | Загалом | Допрацездатний вік | Працездатний вік | Постпрацездатний вік |
| -------- | ------- | ------------------ | ---------------- | -------------------- |
| Чоловіки | 120     | 19                 | 86               | 15                   |
| Жінки    | 116     | 24                 | 56               | 36                   |
| Разом    | 236     | 43                 | 142              | 51                   |